# سالیتون کاواک
سولیتون‌های کاواک رده ای از سالیتون‌های فضایی هستند که در داخل کاواک ایجاد می شوند. این نوع از سالیتون‌ها به دلیل پتانسیل بالایی که در زمینهٔ پردازش‌های تمام نوری و موازی دارند از اهمیت به سزایی در فناوری اطلاعات دارند.